# Antílope
Antílope é a designação comum para um grupo variado de mamíferos bovídeos. O grupo engloba espécies de diferentes subfamílias, por vezes mais aparentadas com vacas ou cabras que entre si. Em comum, têm musculatura poderosa nos quartos traseiros, o que lhes permite fugir aos predadores e atingir cerca de 70 a 100 km/h em algumas espécies, e presença de cornos ocos.

## Etimologia
"Antílope" vem do grego anthálops, através do baixo latim antilops, do inglês antelops e do francês antilope.

## Espécies
Há cerca de 90 espécies que se englobam no grupo dos antílopes. 
- elande
- gazela (no sentido lato)
- órix
- cudo
- inhala
- impala
- palanca
- cabra-de-leque
- sitatunga
- gnu
- cobo
- chango
- adax
- topi
- cacu, mezanze ou estacatira
- songue
- caxine